# Duguetia vallicola
Duguetia vallicola là loài thực vật có hoa thuộc họ Na. Loài này được J.F.Macbr. mô tả khoa học đầu tiên năm 1918.